# Per sempre in blu. Quattro amiche e un paio di jeans
Quattro amiche e un paio di jeans - Per sempre in blu (Forever in Blue - The Fourth Summer of the Sisterhood) è il quarto romanzo della serie Quattro amiche e un paio di jeans di Ann Brashares.

## Trama
Le quattro ragazze protagoniste sono più grandi e più mature e affrontano vari problemi: il primo anno al college è trascorso (quasi) senza intoppi ma l'estate porterà sorprese e delusioni.
Lena alla R.I.S.D. per i corsi estivi, conosce Leo, un talentuoso ed affascinante pittore con cui allaccerà un rapporto prima d'amicizia, poi professionale. Finirà per andarci a letto, pentendosene subito dopo anche perché, inaspettatamente, Kostos riappare. Dovrà decidere se chiudere con il passato.
Per Tibby la storia con Brian va a gonfie vele ma il timore di una gravidanza sorto dopo la loro prima volta la porterà a lasciarlo. Brian allora si lascerà consolare da Effie, la sorella di Lena, scatenando in Tibby una furiosa gelosia che le farà capire quanto tenga a lui.
Bridget è in Turchia per un corso di archeologia, e la sua insicurezza sull'amore che Eric prova per lei la spinge tra le braccia di Peter, un giovane professore con moglie e figli. Ma per fortuna rinsavisce prima che sia tardi, accorgendosi di quanto sia falso lui e di quanto lei ami Eric, ricambiata. Ricostruirà infine un delicato, fragile rapporto con il padre e il fratello gemello, rapporto prima inesistente, e tutto andrà per il meglio.
Carmen alla Williams non è più la ragazza chiacchierona e sensuale dei vecchi tempi: è pressoché impopolare e la sua unica amica è Julia Osmond, popolare attrice in erba che vede in lei una brava seguace. Ma il comportamento di Julia cambierà quando, un po' per caso, Carmen verrà scelta per interpretare un importante spettacolo, che la aiuterà a ritornare quella di sempre e a distinguere le buone amicizie da quelle cattive.
In questo libro della serie, le ragazze acquisiscono più forza, da sole e insieme. I Pantaloni vengono perduti in Grecia da Effie (che li aveva presi dalla stanza della sorella maggiore Lena, accusata di sostenere maggiormente Tibby), e si ritrovano insieme in un inaspettato viaggio per ritrovarli. Non li recupereranno, ma capiranno di essere state divise per troppo tempo e che, ormai senza i Pantaloni, dovranno tornare ad essere unite per sempre.

## Opere derivate
Nel 2008 è stato presentato al pubblico il film 4 amiche e un paio di jeans 2 (The Sisterhood of the Traveling Pants 2),  regia di Sanaa Hamri; si tratta del sequel di Quattro amiche e un paio di jeans (che ha avuto un regista diverso, Ken Kwapis). Il soggetto è prevalentemente basato sul quarto libro della serie, con qualche elemento dei volumi secondo e terzo.

## Edizioni in italiano
- Ann Brashares, Quattro amiche e un paio di jeans: per sempre in blu, traduzione di Patrizia Rossi, Milano: Fabbri, 2007
- Ann Brashares, Quattro amiche e un paio di jeans: per sempre in blu, Milano: Bur ragazzi, 2010